# 녹지자연도
녹지자연도(綠地自然度, Degree of Green Naturality)는 식물 군락의 자연성을 등급화한 지도이다. 자연생태계의 장기적인 보호계획을 세우기 위해 전국을 대상으로 식생의 종류, 밀집 정도 등을 조사해 작성한 녹지공간의 자연성을 나타태는 지표로 0 ~ 10등급으로 구분했다. 녹지자연도 1등급은 녹지식생이 거의 없는 시가지, 조성지, 2등급은 논, 밭 등의 경작지구(농경지), 녹지식생이 없는 수역은 0으로 분류된다. 이에 비해 8등급, 9등급은 원시성을 지닌 자연림에 가까운 지역으로 8등급이상의 지역에는 개발사업이 허용되지 않고 있다. 등급 숫자가 클수록 인간의 간섭을 덜 받은 자연상태를 뜻한다.
전체 등급은 즉 녹지자연도 1등급은 녹지식생이 거의 없는 시가지와 같은 지역을 말하고 2등급은 논, 밭 등 경작지를 나타낸다. 녹지식생이 없는 저수지, 하천 유역은 0으로 분류된다. 이에비해 녹지자연도 8등급, 9등급은 원시성을 지닌 자연림에 가까운 지역이다. 녹지자연도가 높은 지역에 개발사업이 시행되면 녹지자연도는 자연히 낮아지게 마련이다. 따라서 개발사업은 되도록 녹지자연도 등급이 낮은 지역을 대상으로 하는 것이 바람직하다. 우리나라의 녹지자연도는 11 등급으로 분류되어 있으며 2등급인 농경지가 30.5%로 가장 많고 6등급인 조림지가 28.1%, 7등급인 2차림(산림의 자연적, 인위적 파괴 후에 생기는 산림)이 22.8% 순이다
등급 /   지역 구분   /   대상지역
1   / 시가지조성지  / 녹지식생이 거의 존재하지 않는 지역
2   /     농경지      / 논, 또는 밭 등의 경작지구
3   /     과수원      / 경작지나 과수원, 묘포지 등과 같은 녹지식생의 분량이 우세한 지구
4   /   2차초원 A   / 잔디군락이나 인공초지(목장) 등과 같이 비교적 식생의 키가 낮은 2차적으로 형성된 초원지구
5   /   2차초원 B   / 갈대, 조릿대 군락 등과 같이 비교적 식생의 키가 높은 2차 초원지구
6   /     조림지     / 현사시나무, 아까시나무, 리기다소나무, 물오리나무, 잣나무 등 인공식재림
7   /    2차림A     / 일반적으로 2차림이라 불리는 대상식생지구, 신갈나무, 상수리나무, 졸참나무 군집등의 유령림, 약 20년생 미만의 수령을 나타내는 삼림지구
8   /    2차림B     / 원시림 또는 자연식생에 가까운 2차림지구, 신갈나무, 졸참나무, 갈참나무, 서어나무림 등의 장령림으로 약 20-50년생의 수령을 나타내는 삼림지구
9   /    자연림     / 다층의 식물사회를 형성하는 천이의 마지막에 이르는 극상림지구. 고령림으로 약 50년생 이상의 연륜을 나타내는 삼림지구
10 / 고산자연초원/ 자연식생으로서 고산성 단층의 식물사회를 형성하는 지구
0  /      수역      / 저수지, 하천유역지구(하중사구 포함)